# Juan Vicente Campo Elías (khu tự quản)
Juan Vicente Campo Elías là một khu tự quản thuộc bang Trujillo, Venezuela. Thủ phủ của khu tự quản Juan Vicente Campo Elías đóng tại Campo Elías. Khự tự quản Juan Vicente Campo Elías có diện tích 98 km2, dân số theo điều tra dân số ngày 21 tháng 10 năm 2001 là 4887 người.